# Ankus

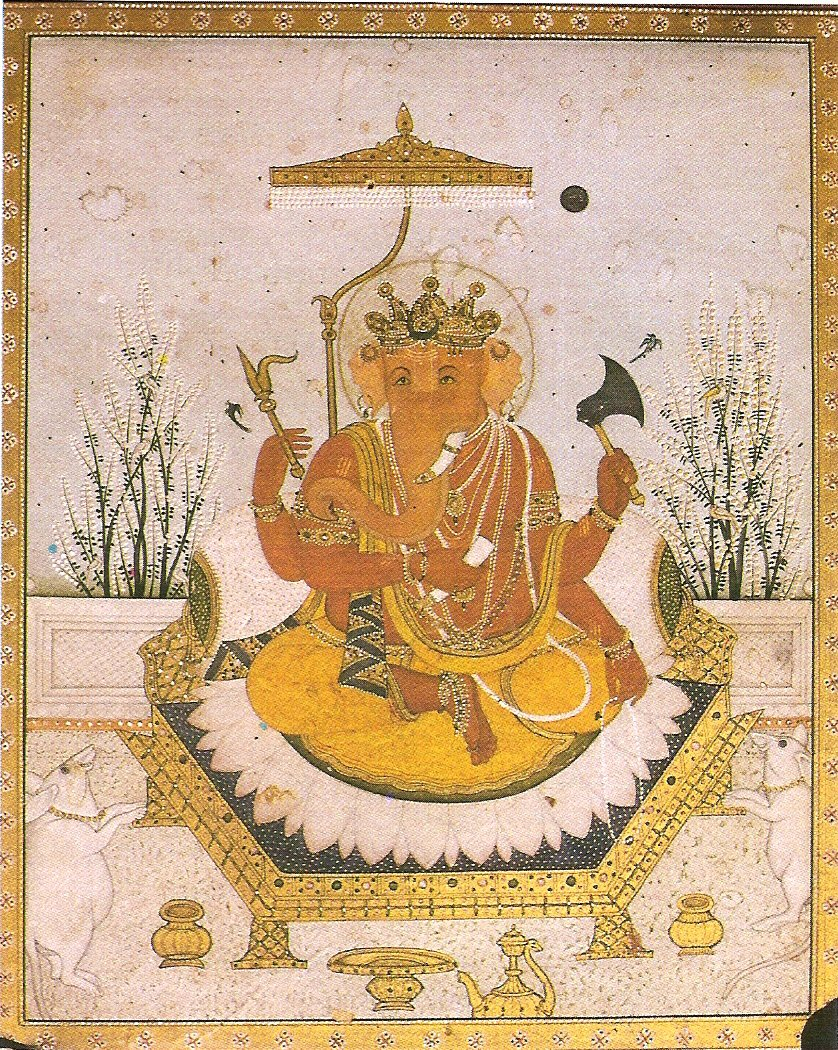
Indyjski bóg Ganeśa trzymający ankus w górnej prawej ręce

Ankus (hind. mahut, bir. uzi) – oścień, bodziec, przyrząd którego używa kornak przy powożeniu słoniem. Przypomina on kształtem nadziak lub mały bosak marynarski. Wykonany w całości z metalu lub o żelaznym żeleźcu, a drewnianym trzonku długości 45–80 cm.
W przypadku słoni bojowych, gdy kornak widział, że nie jest w stanie zapanować nad rozszalałym zwierzęciem, miał obowiązek go zabić przez przebicie mu karku ankusem. Jeśli zaś nie był w stanie tego zrobić (kornaka strącił słoń lub zabił żołnierz strony przeciwnej), postępująca za słoniem bojowym lekkozbrojna piechota przecinała mu ścięgna w tylnych łapach, co skutecznie go unieruchamiało. Dzięki temu rozszalałe zwierzę nie wyrządzało szkody własnej armii.
W Muzeum Wojska Polskiego w Warszawie znajdują się bogato dekorowane ankusy indyjskie z XVIII i XIX wieku.     